# Cinema verité
Dokumentární styl direct cinema, ve Francii nazývaný cinéma-vérité, je tvořen jasnými principy – žádné zasahování do situací, žádné otázky a žádná interview, žádná světla, jen prosté zaznamenávání skutečnosti. Od toho také název cinéma-vérité, tedy kino-pravda. Filmové dokumenty obecně pak lze rozdělit na ty, které se věnují konkrétní osobě, a na ty, které se soustředí na zachycení určitého společenského či kulturního fenoménu.
Cinema verité je pojem označující styl francouzských dokumentaristů, kteří pracovali s malým, pohotovým štábem a s pomocí obratně kladených otázek zaznamenávali především spontánní reakce filmovaných osob. Výraz pochází od Jeana Rouche, který jej použil v souvislosti se svým filmem Kronika jednoho léta (1960). Tímto způsobem pracovali Chris Marker a Mario Ruspoli, zřejmě nejznámější film ve stylu cinema verité natočil Marcel Ophüls – Lítost a soucit (1970). 
Ve Spojených státech amerických vzniklo podobné hnutí Direct Cinema, které zcela upouští od komentáře mimo obraz a přímého přesvědčování diváka – nechává skutečnost a účinkující osoby mluvit samy za sebe. Jeho nejvýznamnějšími zástupci jsou Albert Maysles, Richard Leacock, D. A. Pennebaker a Frederick Wiseman. Vlivy těchto směrů a jejich estetiky se nachází opakovaně i v hraném filmu, například u Jeana-Luca Godarda a Johna Cassavetese. V kontextu českého filmu se mu nejvíce blíží film Karla Vachka Spřízněni volbou (1968).
V 21. století tento dokumentární styl byl použit např. ve filmech Paranormal Activity (2007) a District 9 (2009).